# Ciudad Deportiva Fernando Santos de la Parra
La Ciudad Deportiva Fernando Santos de la Parra es un complejo deportivo propiedad del Getafe Club de Fútbol, donde entrena el equipo de la Primera División de España y las divisiones inferiores del mismo.

## Historia
La ciudad deportiva del Getafe se inauguró el 5 de noviembre de 2005 junto al Coliseum de Getafe. En enero de 2023 cambió su nombre oficial para homenajear a Fernando Santos de la Parra, que había fallecido días atrás siendo gerente del club y tras más de una década al servicio del Getafe.

## Instalaciones
La ciudad deportiva consta de:
- Un campo de césped natural con graderío para 600 espectadores.
- Tres campos de césped artificial.
- Dos mini campos artificiales.
- Centro de servicios con gimnasio.